# Estela Carbonell
Estela Carbonell Núñez (Valencia, 18 ottobre 2004) è una calciatrice spagnola, difensore della Juventus.
Vanta il titolo di campionessa d'Europa under 19 conquistato con la maglia della nazionale spagnola nell'edizione di Belgio 2023.

## Statistiche

### Presenze e reti nei club
Statistiche aggiornate al 22 maggio 2025.
| Stagione        | Squadra         | Campionato      | Campionato | Campionato | Coppe nazionali | Coppe nazionali | Coppe nazionali | Coppe continentali | Coppe continentali | Coppe continentali | Altre coppe | Altre coppe | Altre coppe | Totale | Totale |
| Stagione        | Squadra         | Comp            | Pres       | Reti       | Comp            | Pres            | Reti            | Comp               | Pres               | Reti               | Comp        | Pres        | Reti        | Pres   | Reti   |
| --------------- | --------------- | --------------- | ---------- | ---------- | --------------- | --------------- | --------------- | ------------------ | ------------------ | ------------------ | ----------- | ----------- | ----------- | ------ | ------ |
| 2020-2021       | Levante         | PD              | 1          | 0          | CS              | 0               | 0               | -                  | -                  | -                  | SS          | -           | -           | 1      | 0      |
| 2021-2022       | Levante         | PD              | 4          | 0          | CS              | 0               | 0               | UWCL               | 0                  | 0                  | SS          | 0           | 0           | 4      | 0      |
| 2022-2023       | Levante         | PD              | 16         | 0          | CS              | 1               | 0               | -                  | -                  | -                  | -           | -           | -           | 17     | 0      |
| 2023-2024       | Levante         | PD              | 24         | 2          | CS              | 1               | 0               | UWCL               | 0                  | 0                  | SS          | 0           | 0           | 25     | 2      |
| 2024-2025       | Levante         | PD              | 26         | 3          | CS              | 2               | 0               | -                  | -                  | -                  | -           | -           | -           | 28     | 3      |
| Totale Levante  | Totale Levante  | Totale Levante  | 71         | 5          | -               | 4               | 0               | -                  | 0                  | 0                  | -           | 0           | 0           | 75     | 5      |
| 2025-2026       | Juventus        | A               | -          | -          | CI              | -               | -               | UWCL               | -                  | -                  | AWC         | -           | -           | -      | -      |
| Totale carriera | Totale carriera | Totale carriera | 71         | 5          | -               | 4               | 0               | -                  | 0                  | 0                  | -           | 0           | 0           | 75     | 5      |

## Palmarès

### Nazionale
- Campionato d'Europa under 19: 1

2023